# Melanozetes mollicomus
Melanozetes mollicomus är en kvalsterart som först beskrevs av Koch 1839.  Melanozetes mollicomus ingår i släktet Melanozetes och familjen Ceratozetidae. Arten är reproducerande i Sverige. Inga underarter finns listade i Catalogue of Life.